# Sakuma-Talsperre
Die Sakuma-Talsperre (jap. 佐久間ダム, Sakuma damu) ist eine Talsperre am Tenryū, angesiedelt an der Grenze zwischen dem Dorf Toyone im Landkreis Kitashitara der Präfektur Aichi und Sakuma im Bezirk Tenryū der Stadt Hamamatsu in der Präfektur Shizuoka auf der Insel Honshū in Japan. Das Bauwerk ist eine der höchsten Talsperren Japans.
Die Sakuma-Talsperre ist eine hohle Gewichtsstaumauer aus Beton mit mehreren zentralen Hochwasserentlastungen. Sie versorgt zwei Wasserkraftwerke: das Sakuma-Wasserkraftwerk und das Shin-Toyone-Wasserkraftwerk, mit installierten Kapazitäten von 350 MW respektive 1200 MW.
In der Ortschaft einen Kilometer südlich des Wasserkraftwerks wurde 1965 die erste Anlage zur Hochspannungs-Gleichstrom-Übertragung Japans realisiert, zur Kopplung der mit 50 Hertz und 60 Hertz betriebenen Teile des japanischen Stromnetzes (Stromerzeugung in Japan). Es kamen zunächst Quecksilberdampfgleichrichter als Stromrichter zum Einsatz. Diese Kurzkupplungs-Anlage wurde 1993 durch die erste mit Fotothyristoren ausgestattete Stromrichteranlage der Welt ersetzt, die bei einer symmetrischen Spannung von 125 kV einen Austausch von bis zu 300 Megawatt zwischen beiden Netzteilen gestattet.

## Geschichte
Das Potential des Flusses Tenryu für die Wasserkraftgewinnung wurde von der Meiji-Regierung am Beginn des 20. Jahrhunderts erkannt. Der Tenryu hat einen hohen und schnellen Abfluss. Seine bergigen Einzugsgebiete und Zuflüsse haben steile Täler und ausgiebigen Regenfall und waren gering bevölkert. Dennoch wurde vor allem am Ōi in die Wasserkraft investiert und erst in der Taishō-Zeit begann die Entwicklung des Tenryu. Der Privatunternehmer Fukuzawa Momosuke gründete die Tenryūgawa Denryoku (Tenryugawa Electric Power), die später zur Yasaku Suiryoku Denki (Yasaku Hydroelectric) wurde, bevor sie in der Vorkriegszeit 1938 verstaatlicht wurde zur Nippon Hassōden K.K. (Japan Electric Generation and Transmission Company). Die erste Talsperre am Tenryu, die Yasuoka-Talsperre, wurde 1935 fertig. Danach kam 1938 die Iwakura-Talsperre. Die Hiraoka-Talsperre wurde 1938 begonnen, aber wegen des Zweiten Weltkriegs erst 1951 fertiggestellt.

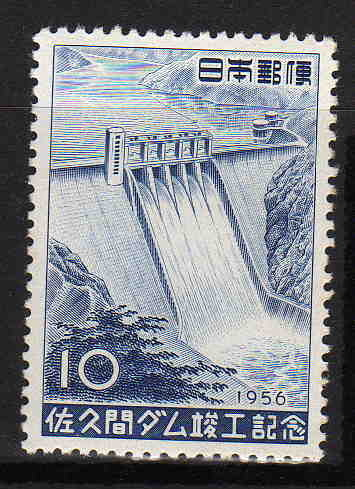
Gedenkbriefmarke zur Fertigstellung der Sakuma-Talsperre

Der Bau der Sakuma-Talsperre, nun unter der neuen Dengen Kaihatsu K.K. (engl. Electric Power Development Company), wurde 1952 begonnen und 1956 vollendet. Die Baufirma war die Hazama-Gesellschaft. Vor dem Einstau musste die Iida-Eisenbahnlinie verlegt werden. Außerdem mussten 240 Häuser und 296 Familien umgesiedelt werden. Bei der offiziellen Eröffnungszeremonie am 28. Oktober 1957 waren der Kaiser Hirohito und seine Frau Kōjun anwesend und zu diesem Anlass wurde eine Gedenkbriefmarke herausgegeben.

## Umgebung
Der Sakuma-Stausee ist eine populäre Attraktion zum Kanufahren und Camping, weil er sehr nahe der Altstadt von Hamamatsu liegt und leicht erreichbar ist. Die Umgebung gehört zum Tenryu-Okumikawa-Quasi-Nationalpark.